# Недю Гюдюлев
Недю (Недьо) Иванов Гюдюлев е български опълченец и просветен деец.

## Биография
Роден е на 15 февруари 1853 година в село Хасът (днес град Крън), Казанлъшко.
През 1877 година Гюдюлев се записва като доброволец в българското опълчение и е разпределен в Десета дружина. Участва в боевете при Шейново, Зелено дърво, Куче дере, и при Стара Загора.
След Освобождението той става учител и развива широка обществена дейност, пише и печата свои статии и стихове. Основател е на „Икономическо просветно дружество“ в Крън. През 1885 година Недю Гюдюлев и негови съмишленици основават в Крън Земеделческо дружество „Орало“, впоследствие преименувано на Ученолюбиво земеделческо дружество и превърнало се в културно средище за местните жители. През 1952 година „Орало“ прераства в новооснованото читалище „Цвятко Радойнов“.
Гюдюлев почива на 5 декември 1948 година, на 92-годишна възраст.

## Признание и памет
На родната къща на Гюдюлев в Крън е поставена паметна плоча.
На 1 август 1947 година, във връзка с честването на 70-годишнината от Руско-турската война, 12 останали живи опълченци от войната са наградени с орден „9 септември“ и провъзгласени за почетни граждани на Стара Загора: Кръстю Попов Янков, Тодор Ил. Калоянов, Станчо Маринов Топалов, Тодор Радев Райчев-Комитата, Атанас Лазаров Зейрийски, Петко Райков Налбантов, Васил Стоянов Дусебарски, Димо Петков Димов, Недю Иванов Гюдюлев, Иван Алтабанов, Петър Николов Петров и Иван Христов Съръпетков. Връчването на отличията е на 9 август 1947 година.
На името на Недю Гюдюлев е кръстена улица в Стара Загора.
В сбирката „Исторически архив“ на Национален парк-музей „Шипка-Бузлуджа“ от 2019 година се съхраняват следните три вещи на Гюдюлев:
- избирателска карта на Недю Гюдюлев от 1948 година,
- писмо от Научно дружество „Отецъ Паисий“ до Гюдюлев,
- проектоустав за управление на „Училищния фонд“ в с. Хасът, подписан от Гюдюлев, в качеството му на член на комисията.[5]